# Mothonica
Mothonica é um gênero de traça pertencente à família Agonoxenidae.